# Ukraine aux Jeux paralympiques d'été de 2016
L'Ukraine participe aux Jeux paralympiques d'été de 2016 à Rio de Janeiro du 7 au 18 septembre 2016. Elle est représentée par 171 athlètes, qui prennent part aux quinze catégories sportives suivantes : athlétisme, haltérophilie, triathlon, escrime, tennis de table, foot à 7, tir à l'arc, cyclisme, goalball, judo, canoë, aviron, tir, natation et volley-ball.

## Judo
Hommes
- Davyd Khorava
- Dmytro Solovey

Femmes
- Inna Cherniak
- Iryna Husieva
- Liudmyla Lohatska
- Yuliya Halinska

## Natation
Hommes
- Andrii Derevinskyi
- Andriy Kozlenko
- Anton Kol
- Bohdan Hrynenko
- Danylo Chufarov
- Denys Dubrov
- Dmytro Vanzenko
- Dmytro Vynohradets
- Dmytro Zalevskyi
- Hennadii Boiko
- Iaroslav Koiuda
- Iaroslav Semenenko
- Ievgen Panibratets
- Ievgenii Bogodaiko
- Illia Yaremenko
- Iurii Bozhynskyi
- Maksym Krypak
- Maksym Veraksa
- Marian Kvasnytsia
- Oleksandr Golovko
- Oleksandr Komarov
- Oleksandr Mashchenko
- Oleksii Fedyna
- Roman Bondarenko
- Sergii Klippert
- Serhii Palamarchuk
- Viktor Smyrnov

Femmes
- Anna Stetsenko
- Iryna Sotska
- Kateryna Istomina
- Kateryna Tkachuk
- Mariia Lafina
- Maryna Piddubna
- Maryna Stabrovska
- Maryna Verbova
- Nataliia Shestopal
- Nina Kozlova
- Oksana Khrul
- Olena Fedota
- Olga Iakibiuk
- Olga Sviderska
- Viktoriia Savtsova
- Yana Berezhna
- Yaryna Matlo
- Yelyzaveta Mereshko